# Janusz Seweryn
Janusz Seweryn (ur. 21 stycznia 1958) – polski koszykarz występujący na pozycji obrońcy, wielokrotny medalista mistrzostw Polski, reprezentant kraju, po zakończeniu kariery zawodniczej trener koszykarski.
Jego rodzina ma duże tradycje koszykarskie. Jest mężem koszykarki Grażyny Seweryn, wielokrotnej mistrzyni (6) oraz reprezentantki Polski, bratem kadrowicza i olimpijczyka – Andrzeja oraz ojcem wielokrotnego mistrza Polski (4) – Łukasza.

## Osiągnięcia
Na podstawie, o ile nie zaznaczono inaczej.
Klubowe
- Mistrz Polski (1976)
- 2-krotny wicemistrz Polski (1977, 1984)
- Finalista Pucharu Polski (1983)
- Uczestnik:
  - rozgrywek Pucharu Europy Mistrzów Krajowych (1977)
  - FIBA All-Star Game (1981)[3]

Reprezentacja
- Uczestnik:
  - mistrzostw Europy U–16 (1975 – 14. miejsce)[4]
  - mistrzostw Europy U–18 (1976 – 6. miejsce)[5]